# 23990 Springsteen
23990 Springsteen este o planetă minoră (asteroid), cu un diametru de 1,569 km, din centura de asteroizi. A fost descoperită pe 4 septembrie 1999 la Auckland de Ian Paul Griffin⁠(d). 
Obiectul prezintă o orbită caracterizată de o semiaxă mare de 2,1969584 UAi, o excentricitate de 0,06, o înclinație de 2,56475 ° în raport cu ecliptica.